# Akademia Nauk i Sztuk Kosowa
Akademia Nauk i Sztuk Kosowa (alb. Akademia e Shkencave e Arteve e Kosovës) – państwowa instytucja naukowa, działająca w Kosowie jako placówka skupiająca najwybitniejszych uczonych pracujących w tym kraju.

## Historia
Akademia Nauk i Sztuk Kosowa (ANSK) rozpoczęła działalność 20 grudnia 1975 na mocy ustawy uchwalonej 18 kwietnia 1975 przez Zgromadzenie Kosowa. Pierwszym jej prezesem został poeta Esad Mekuli. W 1992 na mocy ustawy Zgromadzenia Serbii (po zniesieniu autonomii Kosowa) ANSK została zamknięta, a jej majątek został skonfiskowany przez władze serbskie. Akademicy kosowscy kontynuowali swoją działalność w podziemiu, zbierając się w domu prof. Hamdiego Syli w Prisztinie. Działalność Akademii wznowiono oficjalnie w 1994.

## Struktura
W obecnym kształcie Akademia składa się z trzech sekcji: Językoznawstwa i Literatury, Nauk Społecznych i Nauk Przyrodniczych. Akademia posiada własną bibliotekę i wydawnictwo naukowe, wydaje też czasopismo Studime Shoqërore.
W skład Akademii wchodzi 22 członków rzeczywistych i 14 członków korespondentów. Prezesem Akademii od 2017 jest dramaturg i filolog Mehmet Kraja, a jego zastępcą ekonomistka Justina Shiroka-Pula. Na liście członków honorowych Akademii znajdują się m.in. Matka Teresa z Kalkuty i Josip Broz Tito.

## Prezesi Akademii Nauk i Sztuk Kosowa[2]
- 1975–1979: Esad Mekuli
- 1979–1982: Idriz Ajeti
- 1982–1984: Dervish Rozhaja(inne języki)
- 1984–1986: Syrja Popovci(inne języki)
- 1986–1990: Vukašin Filipović
- 1990–1992: Musa Haxhiu
- 1992–1994: Mark Krasniqi
- 1994–1995: Gazmend Zajmi (zmarł w trakcie kadencji)
- 1995–1999: Idriz Ajeti
- 1999–2002: Nexhat Daci
- 2002–2008: Rexhep Ismajli
- 2008–2011: Besim Bokshi
- 2012–2017: Hivzi Islami
- od 2017:   Mehmet Kraja